# Friedrich Mielke
Friedrich Mielke (* 20. September 1921 in Neuneck (Schwarzwald); † 30. September 2018 in Konstein (Oberbayern)) war ein deutscher Architekt, Denkmalpfleger und Hochschullehrer, dessen Spezialgebiete die Baugeschichte der Stadt Potsdam und die Treppenforschung (Scalalogie) waren.

## Leben und Wirken als Denkmalpfleger

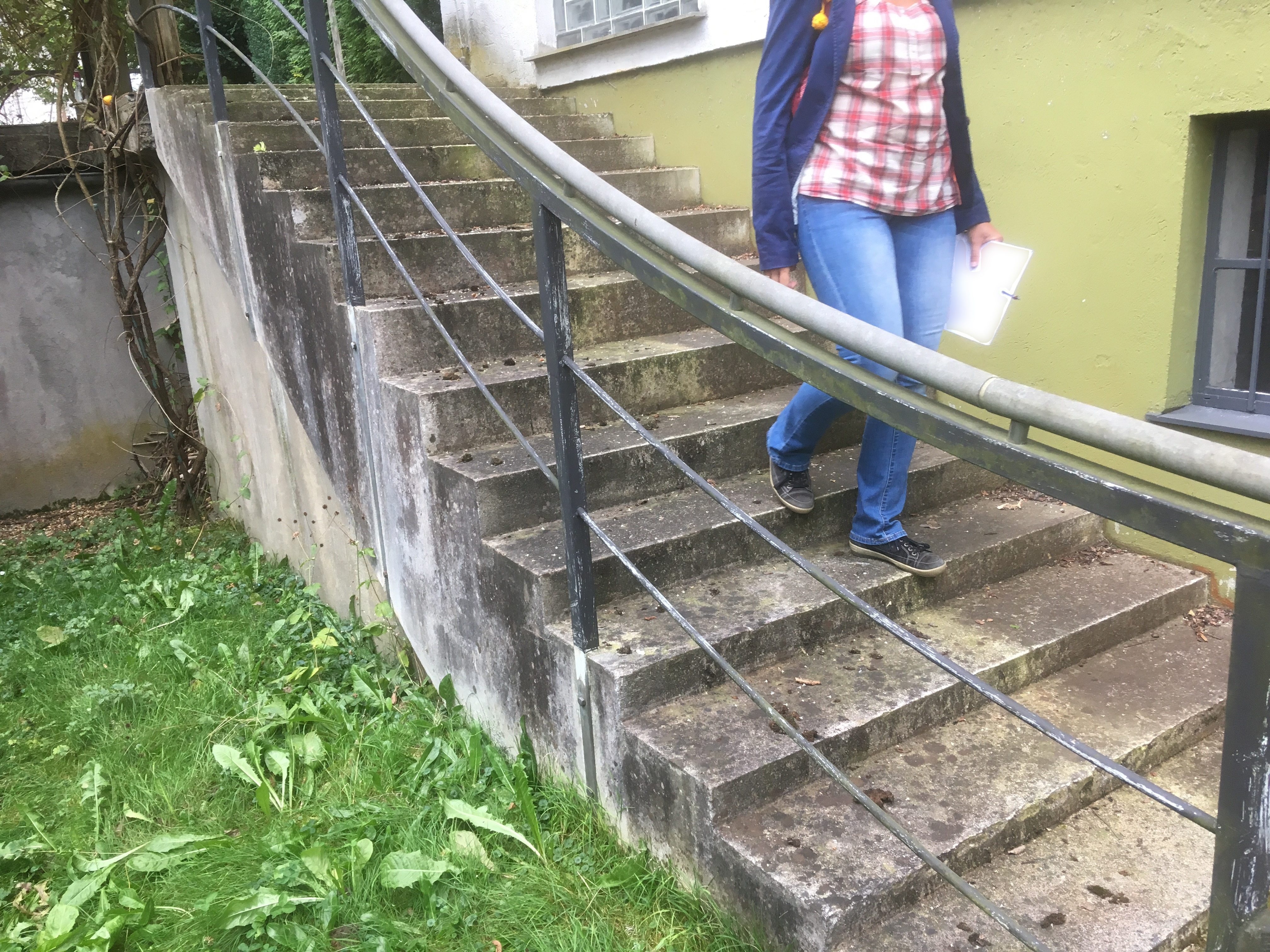
Begehung einer von Friedrich Mielke 1991 in Konstein gebauten Variante der Laurin-Treppe

Friedrich Mielke war ein Sohn des namensgleichen Baumeisters Friedrich Mielke (* 26. Juli 1887; † 2. November 1960) aus Lübtheen (Mecklenburg) und dessen Frau Marie, geb. Kiecksee (* 26. Juni 1901; † 22. Juni 1969) aus Zapel (Mecklenburg).
Nach dem Abitur von 1940 in Berlin-Charlottenburg leistete er direkt anschließend ein halbes Jahr Reichsarbeitsdienst (Werbelinsee, Emsland, Belgien, Nordfrankreich) und nahm ab Ende 1940 als Soldat am Zweiten Weltkrieg teil (Panzer-Pionier-Bataillon 59, Frankreich, Jugoslawien, Sowjetunion). Eine Verwundung im März 1942 führte zur Amputation des rechten Beines. Anschließend studierte Mielke 1942–1945 Architektur an der Technischen Hochschule Linz und schloss dort kurz vor Kriegsende mit einem Not-Diplom der Fakultät Bauwesen ab. 1948 beendete er an der Universität Berlin ein Zweitstudium als Gewerbelehrer.
Nach Tätigkeiten als Architekt verlagerte sich sein Arbeitsschwerpunkt seit 1949 zur Denkmalpflege. Zunächst wirkte er nebenberuflich, dann hauptamtlich als Architekt im Landesamt für Denkmalpflege Schwerin, danach im Landesamt für Denkmalpflege Potsdam. Seither blieb Friedrich Mielke zeitlebens eng mit der Baugeschichte Potsdams verbunden, was sein erstes Hauptforschungsgebiet wurde, zu dem er viele Veröffentlichungen vorlegte.
1957 wurde er an der Technischen Hochschule Dresden mit einer von Eberhard Hempel und Leopold Wiel betreuten Dissertation über „Die Treppe des Potsdamer Bürgerhauses im 18. Jahrhundert“ zum Dr.-Ing. promoviert. 1958 verließ er die DDR und trat umgehend in West-Berlin eine Mitarbeiterstelle am Lehrstuhl von Ernst Heinrich an der Technischen Universität Berlin an, wo er in der Redaktion der Buchreihe „Berlin und seine Bauten“ wirkte.
1959 habilitierte sich Mielke mit einer Arbeit über „Das Holländische Viertel in Potsdam“ am Lehrstuhl von Fritz Baumgart an der Technischen Hochschule Berlin und erhielt dort, von Baumgart gefördert, die Venia legendi für das Fach Denkmalpflege. Dort war er ab Mitte 1962 beamteter Privatdozent, ab Herbst 1965 Wissenschaftlicher Rat und ab Sommer 1969 außerplanmäßiger Professor der TU Berlin, um schließlich am 1. April 1971 zum Professor bestellt zu werden. 1969 trennte er sein Lehrgebiet Denkmalpflege vom Baugeschichts-Lehrstuhl und verließ die angestammte Architekturfakultät. 1972 wechselte er zum neuen Fachbereich „Planungs- und Gesellschaftswissenschaften“ an das ebenfalls neue Institut für Stadt- und Regionalplanung. Bis heute ist das entsprechende Fachgebiet dort angesiedelt. Lehrbeauftragter und Honorarprofessor seines Fachgebiets wurde der Berliner Landeskonservator Helmut Engel. Ein wichtiges Ergebnis von Friedrich Mielkes Wirkens als akademischer Denkmalpfleger ist sein im Europäischen Jahr für Denkmalschutz 1975 erschienenes Buch „Die Zukunft der Vergangenheit. Grundsätze, Probleme und Möglichkeiten der Denkmalpflege“, das sich auch mit Theorie und Geschichte seines Fachs auseinandersetzte. Das Werk war nach rund einem halben Jahrhundert eine der ersten deutschen Theoriearbeiten zu Grundlagen der Denkmalpflege, noch ehe seit den 1970er Jahren in Westdeutschland die Denkmalverwaltungen der Länder wesentlich ausgebaut wurden. Mielkes Auffassungen und das Buch blieben allerdings in Teilen der behördlichen Denkmalpfleger nicht unwidersprochen.
Im Zusammenhang der Denkmalpflege-Lehre war Mielke bereits 1973 Gründungsmitglied und erster Vorsitzender des Arbeitskreises Theorie und Lehre der Denkmalpflege, einem Verband der Hochschullehrer und anderer Fachleute, die auf dem Gebiet der Denkmalpflege an Universitäten und Fachhochschulen lehren und forschen.
1980 wurde Mielke emeritiert, wonach das Lehrgebiet Denkmalpflege an der TU Berlin über 10 Jahre vakant blieb. Seine Nachfolgerin ab dem Wintersemester 1991/92 wurde Astrid Debold-Kritter, die sich wissenschaftlich u. a. auch mit Mielkes Wirken als Potsdamer Denkmalpfleger beschäftigte.
Friedrich Mielke galt als „mitunter mürrisch und auch nicht immer leicht zu verstehen und beharrte auch immer auf seinem Standpunkt.“ Wohl auch deswegen wurde Mielke später „nicht wohl gelitten bei den Granden der theoretischen Denkmalpflege“, so dass er nach der Emeritierung 1980 Berlin verließ und sich nur noch baugeschichtlichen Forschungen widmete. Friedrich Mielke starb 2018 kurz nach seinem 97. Geburtstag in Konstein (Oberbayern).

## Treppenforschung
Friedrich Mielkes zweites baugeschichtliches Spezialgebiet war die Erforschung historischer Treppen, deren Wissenschaft der Scalalogie er begründete und zu deren Themen er seit seiner Doktorarbeit von 1957 zahlreiche Veröffentlichungen vorlegte. Mit seinem Umzug nach Konstein gründete Mielke dort 1980 die private Arbeitsstelle für Treppenforschung und 1985 die Gesellschaft für Treppenforschung e. V. sowie 1983 die Gesellschaft für Treppenforschung (Scalalogie) e. V., deren erster Vorsitzender er war. 1985–1987 nahm Mielke einen Lehrauftrag für das Fach Scalalogie an der Katholischen Universität Eichstätt wahr.
Als Mielke noch 2008 befürchten musste, dass sein wissenschaftlicher Treppen-Nachlass „nach seinem Tod auf dem Sperrmüll landen“ werde, bekundete zunächst das Germanische Nationalmuseum in Nürnberg Interesse. Schließlich wurden aber die Sammlungen der Arbeitsstelle für Treppenforschung 2012 von der Architekturfakultät der Ostbayerischen Technische Hochschule (OTH) Regensburg als Friedrich-Mielke-Institut für Scalalogie übernommen. Das dortige Scalalogie-Institut wird aktuell wissenschaftlich von der Architektur- und Baugeschichtsprofessorin Elke Nagel geleitet und umfasst Mielkes Treppen-Fachbibliothek mit mehr als 500 Titeln, etwa 15.000 Dossiers über Treppen aus allen Ländern, etwa 35.000 Bilder sowie zahlreiche Pläne und Aufmaße von Treppen und Geländern. Hinzu kommen Modelle sowie eine Sammlung von Treppen- und Geländeroriginalteilen. Zum Dank für die Stiftung wurde Mielke Ehrensenator der OTH Regensburg.

## Mitgliedschaften, Ehrenämter und Würdigungen
Friedrich Mielke war Mitglied der Koldewey-Gesellschaft (1960), korrespondierendes Mitglied der Compagnie des Architectes en Chef des Monuments Historiques en France (1966) und ordentliches Mitglied der Deutschen Akademie für Städtebau und Landesplanung (1972). 1973 gründete Mielke den Arbeitskreis der Dozenten für Denkmalpflege in der Bundesrepublik Deutschland (seit 1976 Arbeitskreis Theorie und Lehre der Denkmalpflege e. V.), dessen erster Vorsitzender er war. Ab 1974 gehörte er zum Herausgeberkollegium der Zeitschrift „Die Alte Stadt“. Er war ab 1975 Mitglied im Deutschen Nationalkomitee für Denkmalschutz und ebenfalls ab 1975 im wissenschaftlichen Beirat der Deutschen Burgenvereinigung. 2000 erfolgte die Ernennung zum Mitglied der National Geographic Society in Washington.
Wegen seiner denkmalpflegerischen Verdienste um die historische Potsdamer Architektur wurde Friedrich Mielke 1991 mit der Ehrenbürgerwürde der Stadt Potsdam ausgezeichnet.

## Privates und Grabmal

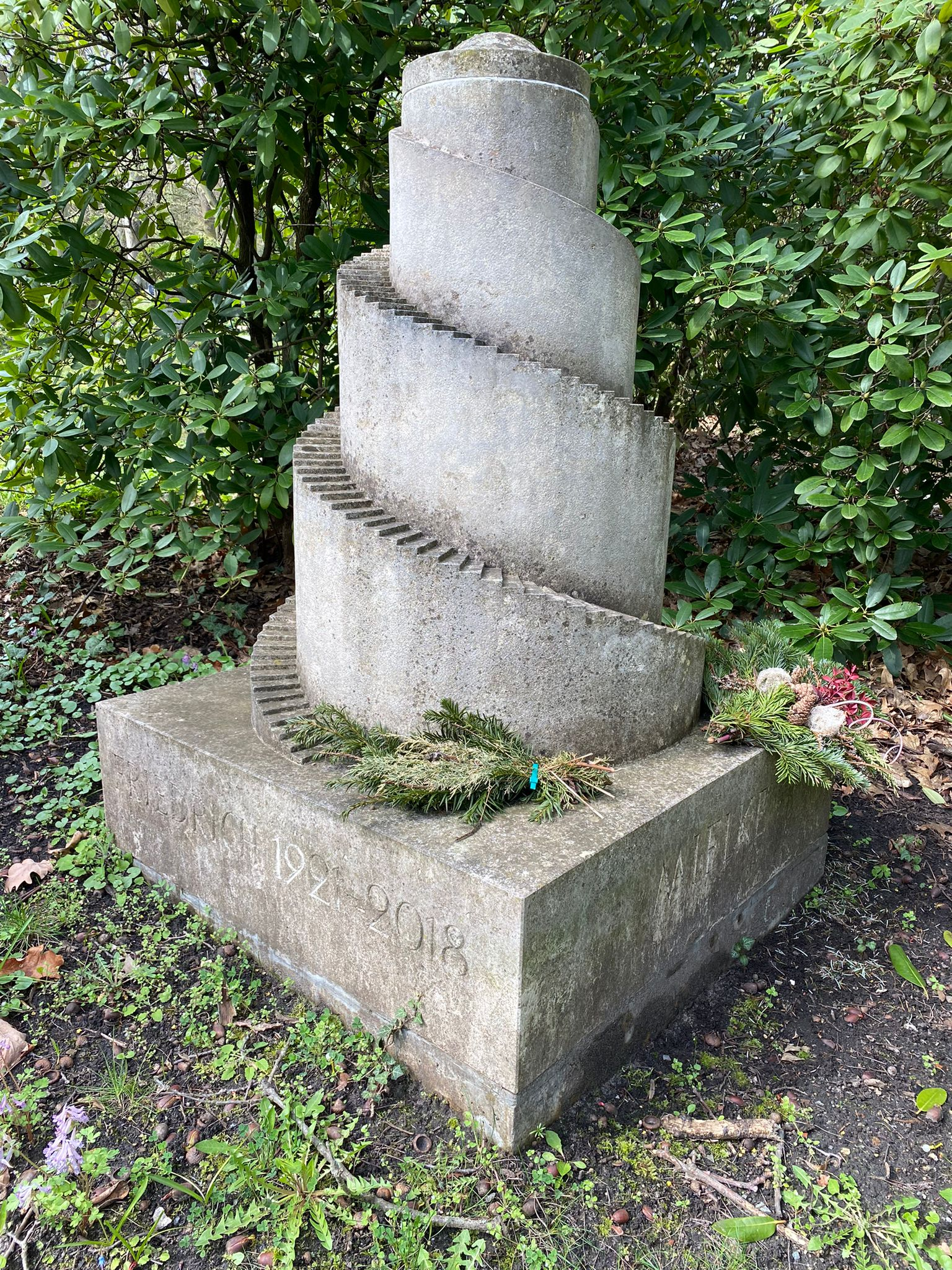
Mielke-Grabmal auf dem Neuen Friedhof Potsdam

Friedrich Mielke heiratete am 24. Dezember 1945 Ilse Juliane, geb. Österwind (1927–1998); beide hatten fünf Kinder.
Mielke wurde auf dem Neuen Friedhof in Potsdam beigesetzt. Das als etwa 1,50 m hoher Turm mit zwei Treppenspiralen gestaltete Grabmal hatte Mielke selbst entworfen, wurde bereits 1998 begonnen, aber erst nach seinem Tod durch Bildhauer Rupert Frieger aus Eichstätt vollendet. Vorbild war das Minarett der Großen Moschee von Samarra (Irak). Das Grabmal konnte deswegen erst mit 20 Jahren Verzögerung fertiggestellt werden, weil es als „Clou“ die Lebensalter in Jahren von Ilse und Friedrich Mielke mit zwei Treppenläufen von ebenso viel Stufen darstellt. Das Brandenburgische Landesamt für Denkmalpflege trug das Mielke-Grabmal 2025 aufgrund seiner geschichtlichen und künstlerischen Bedeutung 2025 in die Denkmalliste ein, womit es – Stand Juni 2025 – eines der jüngsten Baudenkmale des Landes Brandenburg ist.

## Veröffentlichungen (Auswahl)

### Zu Potsdam
- Das Holländische Viertel in Potsdam. Gebr. Mann, Berlin 1960 (zugl. Habilitationsschrift, TU Berlin 1959).
- mit Max Baur (Fotos): Potsdam wie es war. Rembrandt-Verlag, Berlin 1963.
- Das Bürgerhaus in Potsdam. Wasmuth, Tübingen 1972. (= Das Deutsche Bürgerhaus, Bd. 15, 2 Teilbände: Text- und Bildteil), ISBN 3-8030-0016-5; ISBN 3-8030-0017-3.
- Potsdamer Baukunst. Das klassische Potsdam. Propyläen-Verlag, Frankfurt am Main 1981, ISBN 3-549-06648-1. (Weitere Auflagen 1991, 1998, 2001)
- Wider das Zerstören und Vergessen. Das Potsdamer Stadtschloss in den Schriften von Friedrich Mielke. Hrsg. Norbert Blumert, Klaus Wunder, Knotenpunkt Verlag, Potsdam 2015, ISBN 978-3-939090-12-0. (Enthält 18 Potsdam-Aufsätze von Friedrich Mielke)

### Zur Scalalogie
- Die Treppe des Potsdamer Bürgerhauses im 18. Jahrhundert. Dissertation, Dresden 1957.
- Die Geschichte der Deutschen Treppen. Verlag Ernst, Berlin 1966.
- Scale ad Ercolano. 1976.
- Michelstadt im Odenwald, Rathaus. 1484–1984. Gesellschaft für Treppenforschung (Scalalogie), Pappenheim/Bayern 1984.
- mit Josef Lidl: Treppen. Zwischen Tauber, Rezat und Altmühl. Keller Verlag, Treuchtlingen 1985, ISBN 3-924828-03-2.
- Les escaliers allemands de la fin du Moyen Age et de la Renaissance. In: L’escalier dans l’architecture de la renaissance. Actes du colloque tenu à Tours du 22 au 26 mai 1979. Picard, Paris 1985, ISBN 2-7084-0129-7, S. 189–206.
- Treppen in Eichstätt (= Scalalogie, Bd. 3), Gesellschaft für Treppenforschung (Scalalogie), ohne Ort [Konstein] 1989.
- mit Jolanta Stranzenbach, Stanisław Klimek (Fotos): Treppen in Breslau (= Scalalogie, Bd. 4). Arbeitsstelle für Treppenforschung, Konstein 1990.
- mit Christian Grayer: Treppen in Ingolstadt (= Sacalalogie, Bd. 7). Gillardi, Allersberg 1994, ISBN 978-3-929332-31-5
- Handbuch der Treppenkunde. Edition Schäfer, Hannover 1993, ISBN 3-88746-312-9.
- Treppen in Potsdam (= Sacalalogie, Bd. 8). Gillardi, Allersberg 1994, ISBN 978-3-929332-33-9.
- mit Klaus Walter Littger: Transzendente Treppen. Treppen zwischen Erde und Himmel. Ein Ausstellungskatalog als Vademecum Scalalogicum. Ausstellung der Universitätsbibliothek Eichstätt in der Zentralbibliothek vom 1. Oktober bis 22. November 1996 (= Schriften der Universitätsbibliothek Eichstätt, Bd. 33). Universitäts-Bibliothek, Eichstätt 1996.
- Treppen der Gotik und Renaissance (= Scalalogia, Bd. 9). Deutsches Zentrum für Handwerk und Denkmalpflege Probstei Johannesberg, Fulda 1999, ISBN 978-3-931991-22-7.
- Handläufe und Geländer. Verlag Vögel, Stamsried 2003, ISBN 3-89650-171-2.

### Zur Denkmalpflege
- Fremdenverkehr, Altstadt und Denkmalpflege. (Kleine Schriften des Deutschen Verbandes für Wohnungswesen, Städtebau und Raumplanung, 44) Stadtbau-Verlag, Bonn 1971, ISBN 978-3-87944-039-9.
- Die Zukunft der Vergangenheit. Grundsätze, Probleme und Möglichkeiten der Denkmalpflege. Deutsche Verlags-Anstalt, Stuttgart 1975, ISBN 3-421-02456-1.

### Zur sonstigen Baugeschichte
- mit Jutta von Simson: Das Berliner Denkmal für Friedrich den Großen. Die Entwürfe als Spiegelung des preußischen Selbstverständnisses. Deutsche Verlags-Anstalt, Stuttgart 1976, ISBN 3-549-06619-8.

### Als Herausgeber
- Scalalogia. Schriften zur internationalen Treppenforschung. Hrsg. von der Gesellschaft für Treppenforschung, 20 Bände, 1985–2011. (Titel: Treppen in Eichstätt, Treppen in Breslau, Treppen in Wien, Treppen in Ingolstadt, Treppen in Potsdam, Treppen der Gotik und Renaissance, Treppen in der Kunst, Geistige Treppen – Treppen des Geistes, Steinerne Wendeltreppen in türkischen Minaretten, Treppen im Modell, Treppen in Nürnberg, Mensch und Treppe, Schüler sehen Treppen, Ein Fotograf sieht Treppen, Wilde Steige, Treppen der Welt)
- Kaleidoskop. Eine Festschrift für Fritz Baumgart zum 75. Geburtstag. Mann, Berlin 1977, ISBN 978-3-7861-1169-6.

## Nachlass
Der Nachlass von Friedrich Mielke befindet sich im Geheimen Staatsarchiv Preussischer Kulturbesitz.